# Antonina Tosiek

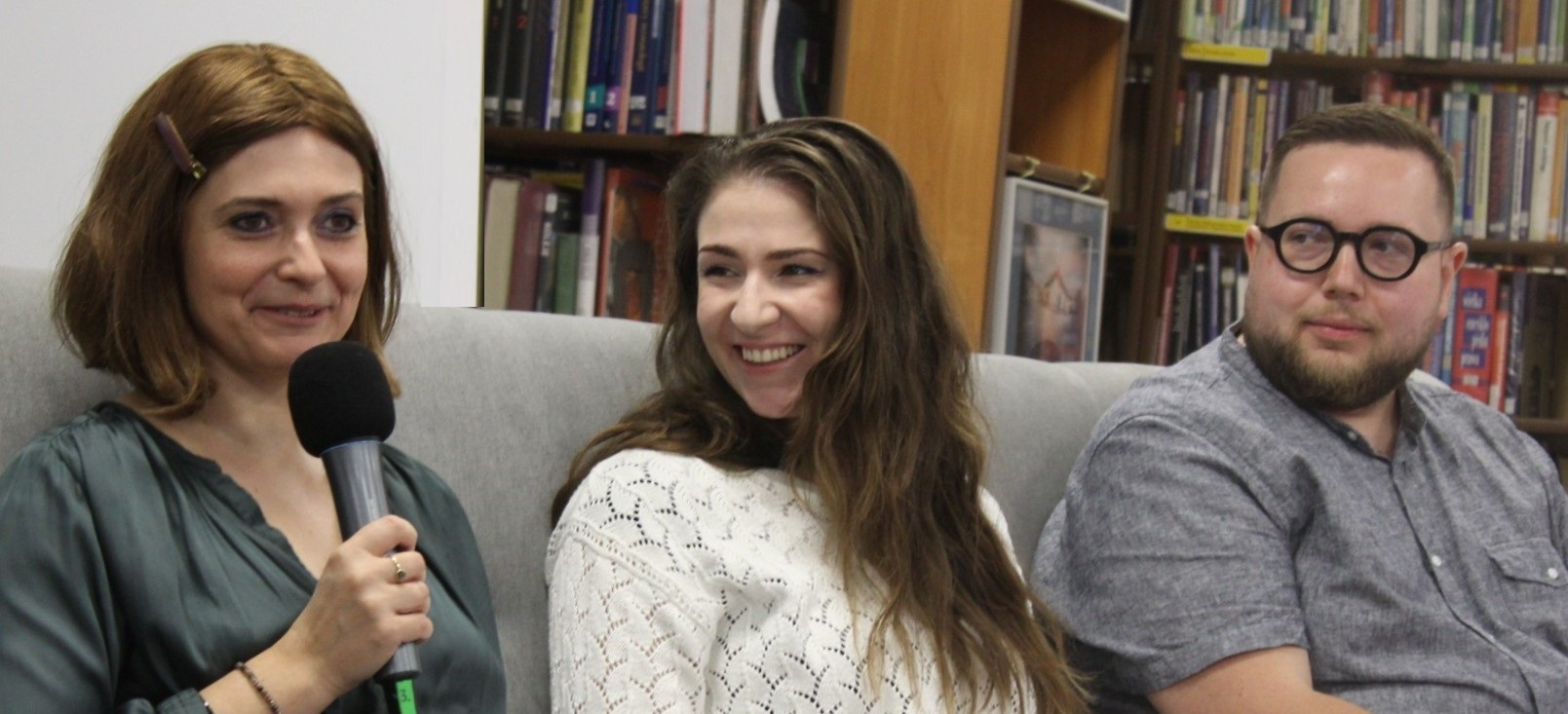
Agata Puwalska, Antonina Tosiek, Adrian Korlacki

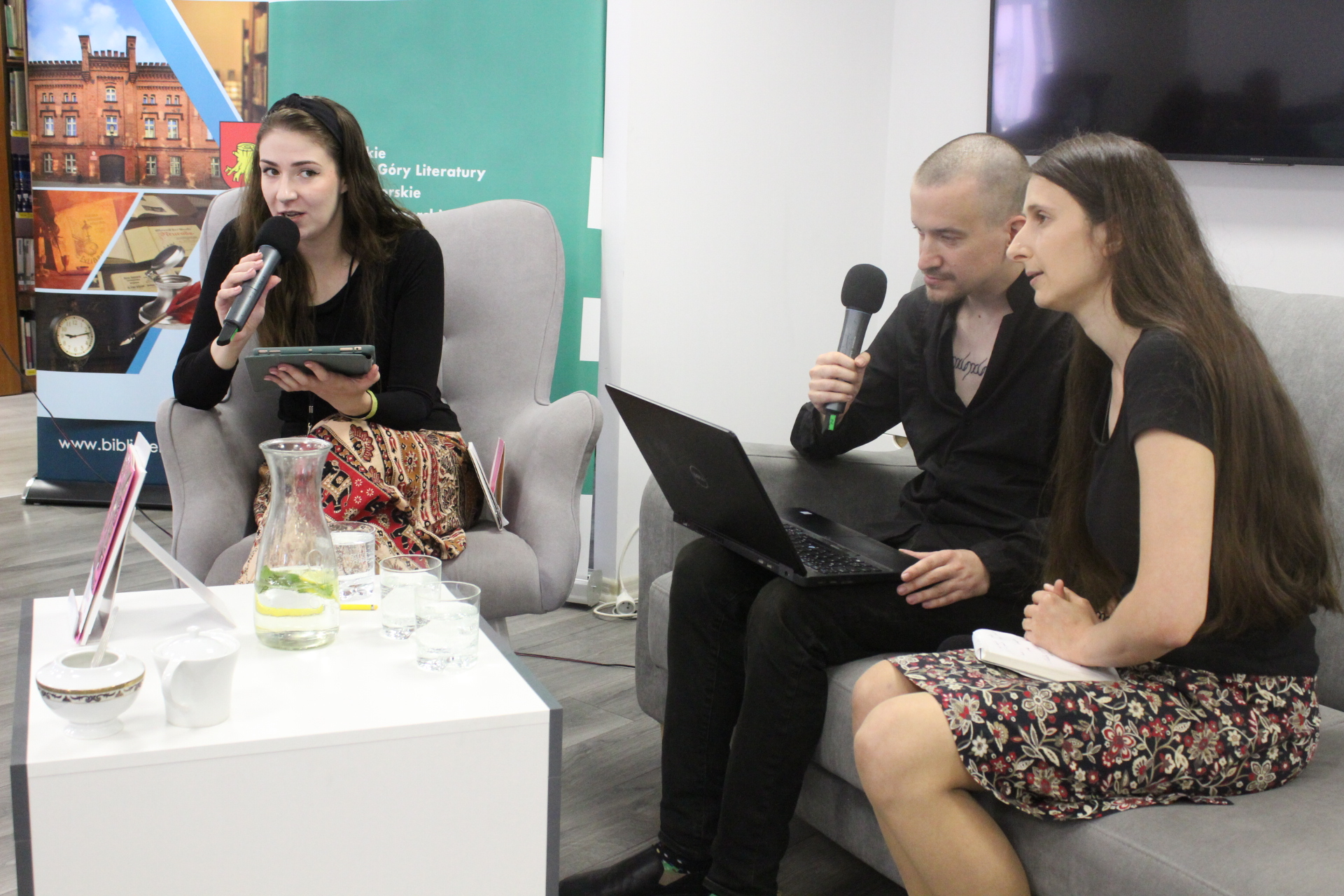
Antonina Tosiek, Jan Škrob

Antonina Tosiek, również jako Antonina Małgorzata Tosiek (ur. 1996 w Poznaniu) – polska poetka, laureatka Nagrody im. Wisławy Szymborskiej i Nagrody Literackiej m.st. Warszawy (2025).
Absolwentka filologii polskiej na Uniwersytecie im. Adama Mickiewicza w Poznaniu.

## Twórczość
- Storytelling, Biuro Literackie, (2021)
- żertwy Biuro Literackie, (2024)[2]
- Przepraszam za brzydkie pismo. Pamiętniki wiejskich kobiet, Wydawnictwo Czarne, (2025)

## Nominacje i nagrody
- II nagroda w Ogólnopolskim Konkursie Poetyckim „O liść konwalii” im. Zbigniewa Herberta (2018)[3]
- wyróżnienie w XV Ogólnopolskim Konkursie Poetyckim im. Michała Kajki (2019)[4].
- nominacja do Wrocławskiej Nagrody Poetyckiej Silesius (2022) w kategorii debiut za Storytelling[5].
- Nagroda im. Wisławy Szymborskiej (2025) za żertwy[6]
- Nagroda Literacka m.st. Warszawy (2025) za żertwy[7]
- nominacja do Poznańskiej Nagrody Literackiej (2025) za żertwy[8].